# فهرست فیلم‌های پویانمایی ۲۰۱۴
این فهرستی از فیلم‌های بلند پویانمایی است که در سال ۲۰۱۴ منتشر شدند.

## فهرست
| عنوان                                                | کشور                                 | کارگردان                     | استودیو                                                                          | تکنیک                        | یادداشت              |
| ---------------------------------------------------- | ------------------------------------ | ---------------------------- | -------------------------------------------------------------------------------- | ---------------------------- | -------------------- |
| ۱۰۸ پادشاه دیو سرشت 108 rois-démons                  | فرانسه بلژیک لوکزامبورگ ایرلند چین   | پاسکال مورلی                 | گبگا فیلمز، اسکوپ پیکچرز، بیدیبول پروداکنشز، فاندامنتال فیلمز                    | پویانمایی رایانه‌ای           | [ ۱ ] [ ۲ ]          |
| یک تابستان نسبتاً عجیب و غریب                         | کانادا ایالات متحده آمریکا           | استیو هلند                   | بیلیون‌فولد فردراتور استودیوز پسیفیک بی انترتینمنت                                | پویانمایی رایانه‌ای لایو اکشن |                      |
| جف دانهام                                            | ایالات متحده                         | فرانک مارینو                 | بنتو باکس انترتینمنت ال‌ای‌جی                                                      | سنتی                         | [ ۳ ]                |
| استریکس: سرزمین خدایان Astérix: Le domaine des Dieux | فرانسه                               | الکساندر آستیر، لویی کلیشی   | اس‌ان‌دی، میکروس ایمج                                                              | پویانمایی رایانه‌ای           | [ ۴ ] [ ۵ ] [ ۶ ]    |
| حمله به تایتان                                       | ژاپن                                 | تتسورو اراکی                 | ویت استودیو                                                                      | سنتی                         | [ ۷ ]                |
| فراتر از فراتر Resan till Fjäderkungens Rike         | دانمارک سوئد                         | اسبن تافت جاکوبسن            | بمبئی کپنهاگ سی مور انترتینمنت فیلم وست نوبل انترتینمنت تی‌وی۲ دانمارک تی‌وی۴ سوئد | پویانمایی رایانه‌ای           | [ ۸ ] [ ۹ ]          |
| شش قهرمان بزرگ                                       | ایالات متحده                         | دان هال، کریس ویلیامز        | استودیو انیمیشن والت دیزنی                                                       | پویانمایی رایانه‌ای           | [ ۱۰ ] [ ۱۱ ]        |
| کتاب زندگی                                           | ایالات متحده                         | خورخه آر. گوتیرز             | استودیوهای ریل اف‌ایکس کریتیو، انیمیشن فاکس قرن بیستم                             | پویانمایی رایانه‌ای           | [ ۱۲ ] [ ۱۳ ]        |
| غول‌های پاکتی                                         | ایالات متحده                         | آنتونی استاکی، گراهام آنابل  | لایکا                                                                            | استاپ‌موشن                    | [ ۱۴ ] [ ۱۵ ]        |
| پسر و دنیا O Menino e o Mundo                        | برزیل                                | آل آبرو                      | فیلم پاپل                                                                        | سنتی                         |                      |
| قهرمان شهر رنگی                                      | ایالات متحده                         | فرانک گلادستون               | گروه فیلم اگزودوس تونز انیمیشن هند                                               | پویانمایی رایانه‌ای           | [ ۱۶ ]               |
| چگونه اژدهای خود را تربیت کنیم ۲                     | ایالات متحده                         | دین دبلوا                    | دریم‌ورکس انیمیشن                                                                 | پویانمایی رایانه‌ای           |                      |
| قهرمانان متحد                                        | ایالات متحده                         | لئو رایلی                    | انیمیشن مارول                                                                    | پویانمایی رایانه‌ای           | فیلم ویدیوئی         |
| فیلم لگو                                             | ایالات متحده استرالیا دانمارک        | فیل لرد و کریستوفر میلر      | برادران وارنر، انیمال لاجیک، لگو                                                 | پویانمایی رایانه‌ای           |                      |
| مایا زنبور عسل                                       | آلمان استرالیا                       | الکس اشتادرمن                | اسکرین استرالیا، مؤسسه فناوری جورجیا، استودیو ۱۰۰ انیمیشن                        | پویانمایی رایانه‌ای           |                      |
| آقای پیبادی و شرمن                                   | ایالات متحده                         | راب مینکاف                   | دریم‌ورکس انیمیشن                                                                 | پویانمایی رایانه‌ای           | [ ۱۸ ]               |
| مامان، من یک زامبی هستم Dixie y la rebelión zombi    | اسپانیا                              | بیات بیتیا، ریکاردو رامون    | ابرا پروداکنشز                                                                   | پویانمایی رایانه‌ای           |                      |
| پونی کوچولو: دختران اکواستریا - رنگین‌کمان راک        | ایالات متحده China                   | جیسون تیسن                   | السپارک، دی‌اچ‌اکس مدیا، تاپ دراو انیمیشن                                          | انمییشن فلش                  |                      |
| عملیات آجیلی                                         | کانادا ایالات متحده کره جنوبی        | پیتر لپنیوتیس                | تون‌باکس انترتینمنت، رد روود انترنشنال                                            | پویانمایی رایانه‌ای           | [ ۱۹ ] [ ۲۰ ] [ ۲۱ ] |
| پنگوئن‌های ماداگاسکار                                 | ایالات متحده                         | سایمون جی. اسمیت، اریک دارنل | دریم‌ورکس انیمیشن                                                                 | پویانمایی رایانه‌ای           | [ ۲۲ ]               |
| هواپیماها: حریق و نجات                               | ایالات متحده                         | بابز گناوی                   | دیزنی تون استودیوز                                                               | پویانمایی رایانه‌ای           | [ ۲۳ ]               |
| پت پستچی: فیلم                                       | انگلستان ایالات متحده                | مایک دیسا                    | آرجی‌اچ انترتینمنت، کلاسیک مدیا، روبیکان گروپ هلدینگز                             | پویانمایی رایانه‌ای           |                      |
| پیامبر                                               | کانادا فرانسه لبنان قطر ایالات متحده | راجر آلرز                    | ونتاناروزا، بانک خصوص اف‌اف‌ای، مؤسسه فیلم دوحه                                    | سنتی                         |                      |
| ریو ۲                                                | ایالات متحده                         | کارلوز سالدانیا              | بلو اسکای استودیو                                                                | پویانمایی رایانه‌ای           |                      |
| ترانه دریا                                           | ایرلند                               | تام مور                      | کارتون سالون                                                                     | سنتی                         | [ ۲۴ ] [ ۲۵ ] [ ۲۶ ] |
| وقتی مارنی آنجا بود Omoide no Marnie                 | ژاپن                                 | هیروماسا یونه‌بایاشی          | استودیو جیبلی                                                                    | سنتی                         | [ ۲۷ ]               |
| پرنده زرد Gus, petit oiseau, grand voyage            | فرانسه                               | کریستین دی ویتا              | تیم‌تو                                                                            | پویانمایی رایانه‌ای           |                      |

## پرفروش‌ترین فیلم‌های پویانمایی ۲۰۱۴
۱۰ پرفروش‌ترین فیلم‌های پویانمایی سال ۲۰۱۴ عبارتند از:
| رتبه | عنوان                            | توزیع‌کننده/ استودیو                            | فروش جهانی   |        |
| ---- | -------------------------------- | ---------------------------------------------- | ------------ | ------ |
| ۱    | شش قهرمان بزرگ                   | والت دیزنی پیکچرز / استودیو انیمیشن والت دیزنی | $۶۵۷٬۸۱۸٬۶۱۲ | [ ۳۰ ] |
| ۲    | چگونه اژدهای خود را تربیت کنیم ۲ | استودیو قرن بیستم / دریم‌ورکس انیمیشن           | $۶۲۱٬۵۳۷٬۵۱۹ | [ ۳۱ ] |
| ۳    | ریو ۲                            | استودیو قرن بیستم / بلو اسکای استودیو          | $۵۰۰٬۱۰۱٬۹۷۲ | [ ۳۲ ] |
| ۴    | فیلم لگو                         | برادران وارنر / انیمال لاجیک                   | $۴۶۹٬۱۶۰٬۶۹۲ | [ ۳۳ ] |
| ۵    | پنگوئن‌های ماداگاسکار             | استودیو قرن بیستم / دریم‌ورکس انیمیشن           | $۳۷۳٬۰۱۵٬۶۲۱ | [ ۳۴ ] |
| ۶    | آقای پیبادی و شرمن               | استودیو قرن بیستم / دریم‌ورکس انیمیشن           | $۲۷۵٬۶۹۸٬۰۳۹ | [ ۳۵ ] |
| ۷    | با من بمان دورایمون              | توهو / شیروگامی، ربات، شین-ای انیمیشن          | $۱۸۳٬۶۶۴٬۴۴۲ | [ ۳۶ ] |
| ۸    | هواپیماها: حریق و نجات           | والت دیزنی پیکچرز / دیزنی تون استودیوز         | $۱۵۱٬۳۸۶٬۶۴۰ | [ ۳۷ ] |
| ۹    | عملیات آجیلی                     | اوپن رود فیلمز / تون‌باکس انترتینمنت            | $۱۲۰٬۸۸۵٬۵۲۷ | [ ۳۸ ] |
| ۱۰   | غول‌های پاکتی                     | فوکس فیچرز / لایکا                             | $۱۰۹٬۲۸۵٬۰۳۳ | [ ۳۹ ] |